# Епифаније Премудри
Епифаније Премудри († око 1420) - православни светитељ, хагиограф. Познат као састављач житија Светог Сергија Радоњешког и Стефана Пермског. Поштован као светитељ. Празнује 23. маја (5. јуна) у Сабору Ростовско-јарославских светитеља.

## Биографија
Живео је крајем 14. - почетком 15. века. Судећи по житију Стефана Пермског које је саставио, Епифаније је, као и Стефан Пермски, „учио у Ростовском манастиру Григорија Богослова, такозваном Затвору, чувеном по својој библиотеци“. Познато је да је Епифаније „често „копљао“ са Стефаном око разумевања текстова“ и повремено се понашао као „досађивач“. Ова чињеница „сугерише да ако је Стефан био старији од Епифанија Мудрог, онда не много“ .
Епифаније је био добро образован: Огроман број цитата и књижевних реминисценција наведених по сећању, испреплетених једни са другима и са говором аутора у списима Епифанија Мудрог показује да је добро познавао Псалтир, Нови завет и низ књига Старог завета и да је био начитан у патристичкој и хагиографској литератури.
Осим тога, попут Стефана Пермског, „и он је донекле научио грчки језик“. Неке чињенице нам дозвољавају да помислимо „да је аутор много путовао и посетио Цариград, Свету Гору и Јерусалим“.
Епифаније је назван учеником светог Сергија у наслову „Евлогије Сергију Радоњешком“, а Пахомије Логофет, или Србин, извештава да је Епифаније много година, од младости, „живео заједно са Тројичним игуманом“. Епифаније је 1380. године био у Тројице-Сергијевој лаври, будући да је „већ одрастао, писмен, искусан књижевник и преписивач, као и посматрач склон писању хроника“. „Када је Сергије Радоњешки умро (1392), Епифаније Мудри је почео да прави белешке о њему“.
После Сергијеве смрти 1392. године, Епифаније се, очигледно, преселио у Москву да служи митрополиту Кипријану. Спријатељио се са Теофаном Грком. 1408. године, током напада кана Едигеја на Москву, Епифаније је побегао у Твер, где се спријатељио са архимандритом Спасо-Атанасјевског манастира Корнилијем, у схими Кирилу, са којим се касније дописивао; у једном свом писму је високо говорио о умећу и делу Теофана Грка, његовом уму и образовању. У овом писму Епифаније себе назива „изографом“.
Епифаније се 1410-их поново настанио у Тројице-Сергијевом манастиру, заузевши висок положај међу братијом: „Био сам исповедник у великој Лаври целој братији. Ту се упокојио око 1420. године (не касније од 1422. године) у чину јеромонаха .
Убрзо после смрти Стефана Пермског 1396. године, Епифаније је завршио Беседу о животу и учењу Светог оца нашег Стефана, епископа пермског.
Епифанију се приписује и „Легенда о Епифанију Мниху о путу у свети град Јерусалим“, увод у Тверску хронику и писмо Тверском игуману Кирилу.
Према О. В. Творогову, Епифаније је бољи од свих руских аутора у стилу другог јужнословенског утицаја, који је, поред приближавања књижевног језика балканској традицији, донео дух препорода: пажњу на емотивни живот св. личност и настанак новог изражајнијег стила излагања. У исто време, животи се апстрахују од стварних детаља .